# Clinopodium menthifolium subsp. menthifolium
Calamintha sylvatica,  un sinónimo de Clinopodium menthifolium subsp. menthifolium, es una planta de la familia de las labiadas.

## Descripción
Planta pelosa, fuertemente aromática, perenne de hasta 80 cm, con estolones. Hojas ovadas o casi redondeadas,casi enteras a toscamente dentadas. Flores rosa o lila, con manchas blancas en el labio inferior, en inflorescencias axilares opuestas con cabillos. Corola de 1,2-2 cm, bilabiada, labio superior mellado o entero, el inferior trilobulado. Cáliz bilabiado, labio superior con 3 dientes, inferior con 2 dientes, más largos. Florece desde final de primavera y hasta el otoño.

## Etimología
Calamintha: nombre genérico que procede del griego kalos, que significa hermoso y minthe, que significa menta, aludiendo a la belleza de esta planta.
sylvatica: procede del latín silva, que significa bosque, aludiendo al hábitat de la especie.

## Distribución y hábitat
En la mayor parte de Europa, excepto en Turquía, Irlanda, Noruega, Suecia, Finlandia y Dinamarca.
También en el norte de África. Lugares herbáceos a la sombra, matorrales.
Presente en Sudamérica

## Sinonimia
- Calamintha hirta  (Briq.) Hayek
- Calamintha intermedia (Baumg.) Heinr.Braun, non C.A.Mey.
- Calamintha menthaefolia
- Calamintha montana subsp. montana
- Calamintha montana Lam.
- Clinopodium baeticum (Boiss. & Reut.) Merino
- Clinopodium menthifolium Merino[2]
- Calamintha sylvatica Bromf. in J.E.Smith, Engl. Bot., Suppl. 4: t. 2897 (1845).
- Calamintha officinalis var. sylvatica (Bromf.) Nyman, Consp. Fl. Eur., Suppl. 2: 254 (1890).
- Satureja sylvatica (Bromf.) K.Malý, Verh. K. K. Zool.-Bot. Ges. Wien 54: 250 (1904).
- Satureja sylvatica var. boveana K.Malý, Oesterr. Bot. Z. 57: 159 (1907).
- Satureja calamintha subsp. montana Cout., Fl. Portugal: 517 (1913).
- Calamintha officinalis f. boveana (K.Malý) Hayek, Repert. Spec. Nov. Regni Veg. Beih. 30(2): 325 (1929).
- Calamintha menthifolia var. sylvatica (Bromf.) Menitsky, in Fl. Evropeiskoi Chasti SSSR 3: 187 (1978).
- Calamintha menthifolia subsp. sylvatica (Bromf.) Menitsky, in Fl. Evropeiskoi Chasti SSSR 3: 187 (1978).
- Calamintha sylvatica f. boveana (K.Malý) Šilic, Monogr. Satureja Fl. Jugusl.: 131 (1979).
- Calamintha nepeta subsp. sylvatica (Bromf.) R.Morales, Anales Jard. Bot. Madrid 55: 271 (1997).[3]

## Nombres comunes
- Castellano: albahaca menor, amola, ancola, calamento, calaminta, hedeota, hierba nieta, hierba pastora, menta, menta poleo, nébeda, nevada, niepta, poleo, poleo menta, té de huerta, té del campo, te de vega.[2]